# Jörn Vanhöfen
Jörn Vanhöfen (* 1961 in Dinslaken) ist ein deutscher Fotograf. Er wohnt in Berlin.

## Leben und Ausbildung
Nach seinem Abitur 1981 absolvierte Jörn Vanhöfen eine Lehre als Fotograf bei der Thyssen Stahl AG. Er studierte anschließend Kommunikationsdesign mit dem Schwerpunkt Fotografie an der Folkwangschule in Essen. Im Oktober 1989 wechselte er an die Hochschule für Grafik und Buchkunst in Leipzig, welche er dann im Jahre 1993 als Meisterschüler verließ. Er arbeitete viele Jahre lang für deutsche und internationale Magazine, bevor er im Jahre 2001 seine journalistisch-fotografische Arbeit beendete. Er arbeitet seitdem ausschließlich in der künstlerischen Fotografie. Jörn Vanhöfen ist Mitglied der Deutschen Fotografischen Akademie.

## Lehre
Gemeinsam mit anderen Fotografen sowie mit Arno Fischer und Manfred Schmalriede gründete er im Jahre 2000 das Forum „Fotografie am Schiffbauerdamm - fas“. Dieses Forum beinhaltete eine private Ausbildungsstätte für Fotografie sowie eine Galerie. Er war Dozent der Schule und leitete beide Institutionen in den Jahren 2000–2007. Ab 2007 übernahm er Gastdozenturen an verschiedenen Hochschulen in Europa und Afrika.

## Auszeichnungen
- 2006: Alstom Journalistenpreis

## Publikationen
- Die Elbe – Fluß durch die Zeit, Du-Ausgabe Heft Mai 1998
- Östlich von Eden. Von der DDR nach Deutschland, Christian Brandstätter Verlag, Wien 1999, ISBN 3-85498-004-3
- Die Elbe, Gustav Kiepenheuer Verlag, Leipzig 2000, ISBN 3-378-01047-9
- Südafrikas Küste, mareverlag, Hamburg 2009, ISBN 978-3-936543-94-0
- Aftermath, Hatje Cantz Verlag, Ostfildern 2011, ISBN 978-3-7757-2975-8
- Heimat Front. Charles Simic (Blogs) und Jörn Vanhöfen (Fotografien), Verlag Thomas Reche, Neumarkt 2013, ISBN 978-3-929566-59-8.
- Herta Müller: Herzwort und Kopfwort. Mit Fotografien von Jörn Vanhöfen. Verlag Thomas Reche, Neumarkt 2016, ISBN 978-3-929566-70-3.
- Loop. Mit einem Essay von Christiane Stahl. Alfred Ehrhardt Stiftung Berlin, Kunst- und Kulturstiftung Opelvillen Rüsselsheim, Museum Haus Ludwig, Saarlouis, Berlin 2016, ISBN 978-3-00-047796-6.

## Arbeit als Kurator
- 1999: Östlich von Eden; Postfuhramt Berlin
- 2000: Yva, Sibylle Bergemann, Sabina McGrew; Postfuhramt Berlin
- 2000: Chris Killip, Ken Grant, Donovan Wylie; Postfuhramt Berlin
- 2000: Robert Doisneau, Bruce Davidson, Antoine D’Agata; Postfuhramt Berlin
- 2003: Chris Verene; fas.galerie Berlin
- 2004: Erwin Fieger; fas.galerie Berlin
- 2005: Manfred Schmalriede; fas.galerie Berlin
- 2006: Michael Ackerman, Half Life; fas.galerie Berlin